# Leland H. Hartwell
Leland Harrison (Lee) Hartwell (født 30. oktober 1939 i Los Angeles, Californien) er en amerikansk biolog. Han modtog Nobelprisen i fysiologi eller medicin i 2001 sammen med R. Timothy Hunt og Paul M. Nurse for deres forskning i "kontrol af cellecyklus.